# Coupe de l'Espérance de rugby à XV 1915-1916
Navigation
Coupe de l'Espérance 1916-1917
L'édition 1915-1916 de la coupe de l'Espérance est la 1re édition de la Coupe de l'Espérance et est remportée par le Stade toulousain. A la date du 5 janvier 1916, trente-et-un clubs étaient inscrits pour participer à la compétition.

## Phase préliminaire

### Matchs joués
| 13 février 1916 | AS Béziers | 8 - 0 | RC Narbonne |  |
| 13 février 1916 |            |       |             |  |
| 13 février 1916 |            |       |             |  |

| 13 février 1916 | Stade Olympique Périgueux | - | Union sportive Bergerac |  |
| 13 février 1916 |                           |   |                         |  |
| 13 février 1916 |                           |   |                         |  |

| 27 février 1916 | Sporting Club Tulliste | 27 - 0 | Compound-Club Paris Orléans |  |
| 27 février 1916 |                        |        |                             |  |
| 27 février 1916 |                        |        |                             |  |

| 27 février 1916 | Aiglons de Niort | 3 - 0 | Union Sportive Châtelleraudaise |  |
| 27 février 1916 |                  |       |                                 |  |
| 27 février 1916 |                  |       |                                 |  |

| 5 mars 1916 | Stade rochelais | 19 - 5 | 8e Génie |  |
| 5 mars 1916 |                 |        |          |  |
| 5 mars 1916 |                 |        |          |  |

| 5 mars 1916 | S.A. Rochefort | 3 - 3 | Aiglons de Niort |  |
| 5 mars 1916 |                |       |                  |  |
| 5 mars 1916 |                |       |                  |  |

## Paris

### Matchs joués
| 30 janvier 1916 | CAS Générale | 32 - 0 | Paris UC |  |
| 30 janvier 1916 |              |        |          |  |
| 30 janvier 1916 |              |        |          |  |

| 13 février 1916 | CAS Générale | 9 - 0 | Paris UC |  |
| 13 février 1916 |              |       |          |  |
| 13 février 1916 |              |       |          |  |

| 13 février 1916 | Sporting club de France | 6 - 3 | C.S. Meaux |  |
| 13 février 1916 |                         |       |            |  |
| 13 février 1916 |                         |       |            |  |

| 13 février 1916 | Racing CF | - | Association Sportive Française |  |
| 13 février 1916 |           |   |                                |  |
| 13 février 1916 |           |   |                                |  |

| 13 février 1916 | Stade français | 51 - 0 | Stade Rambolitain |  |
| 13 février 1916 |                |        |                   |  |
| 13 février 1916 |                |        |                   |  |

| 20 février 1916 | Sporting club de France | 6 - 3, | CAS Générale |  |
| 20 février 1916 |                         |        |              |  |
| 20 février 1916 |                         |        |              |  |

| 20 février 1916 | Stade français | 38 - 0, | Paris UC |  |
| 20 février 1916 |                |         |          |  |
| 20 février 1916 |                |         |          |  |

### Demi-finales
| 5 mars 1916 | Stade français | 8 - 3 | CAS Générale |  |
| 5 mars 1916 |                |       |              |  |
| 5 mars 1916 |                |       |              |  |

| mars 1916 | Sporting club de France | Forfait | Racing CF |  |
| mars 1916 |                         |         |           |  |
| mars 1916 |                         |         |           |  |

### Finale
| 19 mars 1916 | Stade français | 15 - 0 | Sporting club de France |  |
| 19 mars 1916 |                |        |                         |  |
| 19 mars 1916 |                |        |                         |  |

## Pyrénées

### Matchs joués
| 30 janvier 1916 | Harlequins | 7 - 0 | Toulouse Bonnefoy Sportif |  |
| 30 janvier 1916 |            |       |                           |  |
| 30 janvier 1916 |            |       |                           |  |

| 30 janvier 1916 | Stadoceste Toulousain | 6 - 0 | Club Olympia |  |
| 30 janvier 1916 |                       |       |              |  |
| 30 janvier 1916 |                       |       |              |  |

| 13 février 1916 | Harlequins | 15 - 0 | Stadoceste Toulousain |  |
| 13 février 1916 |            |        |                       |  |
| 13 février 1916 |            |        |                       |  |

| 13 février 1916 | Stade toulousain | 0 - 0 | AS Carcassonne |  |
| 13 février 1916 |                  |       |                |  |
| 13 février 1916 |                  |       |                |  |

### Finale
| 20 février 1916 | Stade toulousain | 6 - 3 | Harlequins |  |
| 20 février 1916 |                  |       |            |  |
| 20 février 1916 |                  |       |            |  |

## Côte d'Argent

### Matchs joués
| 30 janvier 1916 | Bordeaux Etudiants Club | 0 - 0 | Rugby Club Bordelais |  |
| 30 janvier 1916 |                         |       |                      |  |
| 30 janvier 1916 |                         |       |                      |  |

| 13 février 1916 | Stade Union Langon | 8 - 0 | Sport Athlétique Bordeaux |  |
| 13 février 1916 |                    |       |                           |  |
| 13 février 1916 |                    |       |                           |  |

| 13 février 1916 | Bordeaux Etudiants Club | 0 - 0 | Association Sportive Midi |  |
| 13 février 1916 |                         |       |                           |  |
| 13 février 1916 |                         |       |                           |  |

### Finale
| 12 mars 1916 | Rugby Club Bordelais | 3 - 0 | Stade Union Langon |  |
| 12 mars 1916 |                      |       |                    |  |
| 12 mars 1916 |                      |       |                    |  |

## Lyonnais

### Matchs joués
| 30 janvier 1916 | Amicale des Charpennes | 20 - 0 | Lyon Olympique Universitaire |  |
| 30 janvier 1916 |                        |        |                              |  |
| 30 janvier 1916 |                        |        |                              |  |

| 13 février 1916 | Amicale des Charpennes | 9 - 0 | Football Club de Lyon |  |
| 13 février 1916 |                        |       |                       |  |
| 13 février 1916 |                        |       |                       |  |

| 13 février 1916 | Racing Club chalonnais | 27 - 3 | Club olympique Creusot |  |
| 13 février 1916 |                        |        |                        |  |
| 13 février 1916 |                        |        |                        |  |

| 20 février 1916 | Amicale des Charpennes | 52 - 0 | Lyon Olympique |  |
| 20 février 1916 |                        |        |                |  |
| 20 février 1916 |                        |        |                |  |

| 27 février 1916 | Association Sportive Lyon | 10 - 3 | Sporting Olympique Givors |  |
| 27 février 1916 |                           |        |                           |  |
| 27 février 1916 |                           |        |                           |  |

| 5 mars 1916 | Football Club de Lyon | 17 - 0 | Football Club Roanne |  |
| 5 mars 1916 |                       |        |                      |  |
| 5 mars 1916 |                       |        |                      |  |

### Demi-finales
| 5 mars 1916 | Football Club de Lyon | 17 - 0 | Football Club Roanne |  |
| 5 mars 1916 |                       |        |                      |  |
| 5 mars 1916 |                       |        |                      |  |

| 1916 | Amicale des Charpennes | 3 - 0 | FC Grenoble |  |
| 1916 |                        |       |             |  |
| 1916 |                        |       |             |  |

### Finale
| 13 mars 1916 | Amicale des Charpennes | 3 - 0 | Football Club de Lyon |  |
| 13 mars 1916 |                        |       |                       |  |
| 13 mars 1916 |                        |       |                       |  |

## Alpes
| 20 février 1916 | US Romans | 6 - 0 | Amicale Sportive Grenoble |  |
| 20 février 1916 |           |       |                           |  |
| 20 février 1916 |           |       |                           |  |

## Languedoc
| 20 février 1916 | Green Devils Perpignannais | 9 - 0 | AS Béziers |  |
| 20 février 1916 |                            |       |            |  |
| 20 février 1916 |                            |       |            |  |

| 27 février 1916 | Green Devils Perpignannais | Forfait | AS Carcassonne |  |
| 27 février 1916 |                            |         |                |  |
| 27 février 1916 |                            |         |                |  |

### Finale
| 5 mars 1916 | Green Devils Perpignannais | 11 - 4 | S.O. Perpignan |  |
| 5 mars 1916 |                            |        |                |  |
| 5 mars 1916 |                            |        |                |  |

## Alpes
| 20 février 1916 | US Romans | 6 - 0 | Amicale Sportive Grenoble |  |
| 20 février 1916 |           |       |                           |  |
| 20 février 1916 |           |       |                           |  |

## Finales interrégionales
| 19 mars 1916 | Stade nantais | 25 - 0 | Union Sportive Châtelleraudaise |  |
| 19 mars 1916 |               |        |                                 |  |
| 19 mars 1916 |               |        |                                 |  |

| 19 mars 1916 | Green Devils Perpignannais | 11 - 0 | RC Toulon |  |
| 19 mars 1916 |                            |        |           |  |
| 19 mars 1916 |                            |        |           |  |

| 2 avril 1916 | AS Carcassonne | 6 - 5 | AS Béziers |  |
| 2 avril 1916 |                |       |            |  |
| 2 avril 1916 |                |       |            |  |

| 26 mars 1916 | Stade toulousain | 31 - 0 | Compound Club P.O. |  |
| 26 mars 1916 |                  |        |                    |  |
| 26 mars 1916 |                  |        |                    |  |

| 26 mars 1916 | Stade français | 9 - 3 | Racing Club Chalonnais | Paris |
| 26 mars 1916 |                |       |                        | Paris |
| 26 mars 1916 |                |       |                        | Paris |

## Quarts de finale
| 9 avril 1916 | Stade toulousain | 24 - 0 | Green Devils Perpignannais |  |
| 9 avril 1916 |                  |        |                            |  |
| 9 avril 1916 |                  |        |                            |  |

| 9 avril 1916 | Sporting Club Tulliste | forfait | Stade rochelais | Limoges |
| 9 avril 1916 |                        |         |                 | Limoges |
| 9 avril 1916 |                        |         |                 | Limoges |

| 2 avril 1916 | Stade français | 3 - 0 | Stade nantais |  |
| 2 avril 1916 |                |       |               |  |
| 2 avril 1916 |                |       |               |  |

| 26 mars 1916 | Amicale des Charpennes | 3 - 0 | FC Grenoble | Lyon |
| 26 mars 1916 |                        |       |             | Lyon |
| 26 mars 1916 |                        |       |             | Lyon |

## Demi-finales
| 16 avril 1916 | Stade toulousain | 30 - 3 | Sporting Club Tulliste |  |
| 16 avril 1916 |                  |        |                        |  |
| 16 avril 1916 |                  |        |                        |  |

| 16 avril 1916 | Stade français | 22 - 5 | Amicale des Charpennes | Paris, |
| 16 avril 1916 |                |        |                        | Paris, |
| 16 avril 1916 |                |        |                        | Paris, |

## Finale nationale
| 30 avril 1916 | Stade toulousain                                         | 8 - 0 | Stade français | Parc des Princes Paris Arbitre : M. Magnanou |
| 30 avril 1916 | Essai(s) : 2 essais Transformation(s) : 1 transformation |       |                | Parc des Princes Paris Arbitre : M. Magnanou |
| 30 avril 1916 |                                                          |       |                | Parc des Princes Paris Arbitre : M. Magnanou |

| Stade toulousain Titulaires Castex 15 Chilo 14 Gay 13 Bioussa 12 Lestel 11 Gatan 10 Maux 9 Pujol 8 Pradel 7 Estèbe 6 G. Bernon 5 J. Bernon 4 Valès 3 J. Bayard 2 Astoul 1 |  |  |  | Stade français Titulaires 15 C. Arrambide 14 F. de Pavant 13 Ed. Bimsenstein 12 J. Vétillard 11 R. Lageix 10 G. Fabre 9 G. Martin 8 Eutrope 7 J. Lehmann 6 A. Charpy 5 J. Gouville 4 B. Gillet 3 M. Rouzeau 2 P. Byasson 1 F-E. Dobson |